# حبشقة رقطاء
حَبْشَقَة رقطاء أو بَنْيُول أرقط حشرة من جنس حبشقة طويلة مستدقة لونها إلى البني الأسمر تعلوه نقط حمر. أرجلها كثيرة العدد. أضرارها قد تكون جسيمة لأنها تلتهم البذور عند إنتاشها وتقرض الثمار أخذها شمول الشيلك (الفريز). تُوجد في وسط وغرب أوروبا (باستثناء البرتغال ).  وصلت أيضاً دول أمريكا الشمالية وأستراليا . 